# Французька територія афарів та ісса
Французька територія афарів та ісса (фр. Territoire français des Afars et des Issas) — заморська територія Франції, яка існувала на північному сході Африки з 1967 р. по 1977 р. Після отримання незалежності у 1977, перейменована у Джибуті.

## Походження назви
Назва території походить від двох основних етнічних груп: афар й ісса.
До 1967 мала назву Французький Сомаліленд, або Французький Берег Сомалі (Côte française des Somalis).

## Статус, кордони та управління
До здобуття незалежності у 1977 році була володінням Франції. З 1946 року мала статус заморської території. 
Межувала з Ефіопією на заході та півдні, і з Сомалі на південному сході. На сході омивалося водами Аденської затоки. Мала площу у 22 тис. км. Населення: 104 тис. осіб (за оцінкою ООН станом на 1974 рік).
Адміністративне управління здійснювалося Урядовою радою у складі 8 осіб, яка обиралася Палатою депутатів. Територія мала по 1 представнику у Національних зборах та Сенаті Франції.
Адміністративний центр знаходився у Джибуті. Найбільші міста: Джибуті (близько 100 тис. осіб станом на 1973 рік) та Таджура. 
У адміністративному відношенні поділялася на 5 округів.
Офіційна мова французька.

## Природні умови
Мала слабко порізану берегову смугу з єдиною великою затокою Таджура. Рельєф переважно гористий. Гірські масиви перемежувалися низькими лавовими плато з конусами згаслих вулканів. Найвищою вершиною був пик Муса-Алі (2022 м). У центральній частині території знаходилася низовина навколо озера Ассаль (153 м нижче рівня моря). Ця місцина була родовищем гіпсу, слюди, солі та сірки. Постійних річок немає.  
Клімат тропічний, сухий. Середньомісячні температури коливалися від 27 °С до 32 °С (максимальна температура доходила до 40 °С). Середньорічна кількість опадів: 100-400 мм. 
Рослинність напівпустельна, злаково-чагарникового типу. У горах на півночі зустрічалися рідколистяні ліси. В оазах - пальми (дум або фінікові). Для фауни характерні великі ссавці: антилопи, гієни, шакали тощо. Багато плазунів та комах.

## Населення
Переважну більшість населення території складали народи ісса (сомалі) на сході, та афари (данакіль) на заході. Жили також араби та європейці (французи, італійці, греки тощо). Більшість населення належали до мусульманів сунітської течії, однак афари, загалом, притримувалися місцевих традиційних вірувань. Офіційний календар - григоріанський. 
Близько половини усього населення складали кочовики. 
Чисельність робітників і службовців станом на 1969 рік становила 17, 2 тис. чоловік. Середня щільність населення станом на 1974 рік - 5 осіб на 1 квадратний кілометр. Найбільш густонаселеною була південно-східна частина території (від 10 до 50 осіб на 1 км²), найменш населені - північно-західні райони (менше 1 чол. на 1 км²). 

## Історія
З 1862 по 1894 рік територія на північ від затоки Таджура мала назву Обок та управлялася сомалійськими та афарськими султанами. Між 1883 та 1887 роками Франція уклала з місцевими вождями низку угод, завдяки чому їй удалося набути контроль над регіоном.. 
1894 року Леонс Лаґард заснував постійну французьку адміністрацію у Джибуті та назвав регіон Французьким Берегом Сомалі(фр. Côte française des Somalis). Ця назва використовувалася офіційно до 1967 року.  
У 1958 році напередодні проголошення незалежності у сусідньому Сомалі, у Французькому Березі Сомалі відбувся референдум, на який було винесено питання щодо приєднання регіону до Сомалі або залишення як французької колонії. Більшість учасників референдуму (переважно, афари та місцеві європейці) висловилися за асоціацію з Францією There was also widespread vote rigging, with the French expelling thousands of Somalis before the referendum reached the polls.. Проти висловилися сомалійці, які були налаштовані до приєднання до Сомалі, як це пропонував Махмуд Гарбі, віце-президент Урядової Ради. Двома роками пізніше Гарбі загинув у авіакатастрофі. 
1966 Франція відкинула рекомендацію ООН щодо надання незалежності Французькому Сомаліленду. У серпні того ж року відбувся візит тогочасного Президента Франції генерала де Голля до Французькому Сомаліленду, супроводжуваний масовими демонстраціями та обуреннями з боку місцевих мешканців In response to the protests, de Gaulle ordered another referendum..
19 березня 1967 року відбувся другий референдум, який мав вирішити подальшу долю регіону. Результати засвідчили зменшення кількості прихильників асоціації з Францією та розподіл прихильників та противників незалежності за етнічними групами: якщо місцеві сомалійці загалом висловилися за незалежність з подальшим об'єднанням з Сомалі, то афари у більшості підтримали збереження асоціативних відносин з Францією
Утім, організаторів референдуму знову звинуватили у фальсифікації результатів на користь французьких властей. Так, близько 10 000 сомалійців було позбавлено права голосу на референдумі під приводом відсутності у них документів, що посвідчують особу.
За офіційними даними, хоча у регіоні на той час проживало 58 240 сомалійців та 48 270 афарів, дозволено узяти участь у голосуванні було лише 14 689 сомалійцям на противагу 22 004 афарам .
Представники сомалійської громади також скаржилися на те, що французькі власті одночасно організували доставку тисяч афарських кочовиків з сусідньої Ефіопії задля отримання необхідного результату, однак влада відкинула подібні звинувачення, пояснюючи, що внесені у списки виборців афари й так переважали на той час за чисельністю сомалійців.
Оголошення результатів народного волевиявлення збурило громадський спокій у регіоні та призвело до кількох смертей. Франція почала нарощувати свою військову присутність на прикордонній смузі.. 
1967 року, невдовзі після референдуму, колишній Французький Берег Сомалі (Французький Сомаліленд) було перейменовано у Французьку територію афарів та ісса. Це було зроблено для того, аби відзначити провідну роль афарської громади та примешити роль та значення сомалійської (ісса були одним з племен сомалійців). Також Французька територія афарів та ісса отримала іншу, ніж колишній Французький Сомаліленд структуру влади та управління. Генерал-губернатора було замінено Верховним Комісаром, а Урядова рада складалася з дев'яти членів.  
Через те, що сомалійське населення постійно збільшувалося у чисельності, ймовірність третього референдуму виникла навіть раніше, ніж очікувалося. Надвеликі витрати, які несла Франція через необхідність утримання свого останнього форпосту на Африканському континенті змусили оглядачів засумніватися, що остання намагатиметься будь-що й надалі втримувати цю територію. 
27 червня 1977 року відбувся третій референдум. Абсолютна більшість учасників (98, 8%) проголосували за припинення асоціації з Францією та утворення незалежної Джибуті Hassan Gouled Aptidon, a Somali politician who had campaigned for a yes vote in the referendum of 1958, eventually wound up as the nation's first president (1977–1999).. 

## Економіка
До проголошення незалежності Французька територія афарів та ісса була відсталою аграрною територією. Під сільське господарство було задіяно менше 1% території, і ще 11% - під пасовища. Основним зайняттям населення було кочове та напівкочове скотарство. Станом на 1974 р. на території нараховувалося близько 95 тис. овець, 561 тис. кіз, 18 тис. великої рогатої худоби та 24 тис. верблюдів. Землеробство було розвинуто недостатньо, вирощували лише плодові, овочеві, зернові культури, а також каву та фініки. Певна частина населення була задіяна у рибальстві, видобуванні перлин та перламутру, а також збиранні губок та коралів. 
Промисловість була представлена невеличкими підприємствами харчової промисловості, а також шкіряними, текстильними та дубильними фабриками. Існував також завод з виробництва штучного льоду, судоверфі та підприємства з видобутку солі з морської води. 
Виробництво електроенергії тепловими електростанціями станом на 1973 рік становило 46 млн квт/год.
Довжина залізничних доріг - 98 км, автомобільних доріг - 1100 км, з яких 600 км могли використовуватися протягом цілого року (у т.ч. 100 км асфальтованих).  
Станом на 1970 р. автомобільний парк території становив: 7, 2 тис. легковихта 1, 1 тис. вантажних автівок. Найбільший морський порт - Джибуті - займався обслуговування вантажів та транзитною торгівлею. 85% всіх вантажів припадало на Ефіопію.
20% доходів місцевого бюджету складали доходи від транзиту та обробки ефіопських залізничних вантажів. 
1972 року експорт (включаючи реекспорт), головним чином: шкіра, шкури та взуття склав 1, 6 млрд франків, імпорт (продовольство, промислові товари, устаткування) - 10, 7 млрд франків. Основними торговельними партнерами були Франція, Ефіопія, Японія, Велика Британія. Грошовою одиницею був франк Французької території афарів та ісса, який за курсом станом на 01.01.1975 р. дорівнював 0, 026 французького франка.

## Освіта
Станом на 1962 рік 96% населення території було неписьменним. Систему освіти було побудовано за французьким зразком. Навчання у школах починалося з 6 років. Початкова школа складалася з 6 класів, середня - з 7 (4+3). У 1971 році у початкових класах навчалося близько 7 тис. учнів, з яких 1, 4 тис. - у приватних (місіонерських) школах; у середніх загальноосвітніх та технічних школах (переважно, І ступеню) - близько 1, 9 тис. учнів. 